# Marie-Thérèse Hermange
Marie-Thérèse Hermange este un om politic francez, membru al Parlamentului European în perioada 1999-2004 din partea Franței.
1. ↑  senat.fr
2. ↑  Deputații în Parlamentul European